# Purpuricenus desfontainii
Purpuricenus desfontainii, auch Purpuricenus desfontainei, ist ein Käfer aus der Familie der Bockkäfer und der Unterfamilie Cerambycinae.  Die Gattung Purpuricenus ist in Europa mit zwölf Arten vertreten. Im Catalogue of life werden weltweit 53 lebende Arten gelistet. Purpuricenus desfontainii tritt in zwei Unterarten auf. Die Art ist in Südeuropa, Nordafrika und Vorderasien beheimatet.

## Bemerkungen zum Namen
Der Käfer wurde erstmals 1792 von Fabricius unter dem Namen Cerambyx desfontainii beschrieben. Den Artnamen desfontainii erklärt Fabricius selbst: Der beschriebene Käfer kommt aus dem Naturhistorischen Museum in Paris, dessen Leiter René Desfontaines ist und das deswegen zur Unterscheidung vom Louvre auch „Desfontaines' Museum“ genannt wird. Pic benennt 1891 die Variante inhumeralis, die heute als Unterart Purpuricenus desfontainii inhumeralis gilt. Der Name inhumeralis bezieht sich auf den fehlenden Fleck im Schulterbereich (von lat. „humerālis“ durch eine Besonderheit der Schulter (lat. „humerus“) ausgezeichnet).
Der Gattungsname Purpuricenus erscheint erstmals 1821 im Sammlungskatalog von Dejean. Die Beschreibung der Gattung durch Audinet-Serville nach Ziegler erfolgte erst 1833. Der Gattungsname Purpuricenus ist von lat. „purpura“ für „Purpur“ abgeleitet und bezieht sich auf die weitgehend purpurfarbene Oberseite des Käfers.

## Merkmale des Käfers
|                                                                             |                                        |
| Abb. 1: Abbildung von 1808 bei Olivier                                      |                                        |
|                                                                             |                                        |
| Abb. 2: Aufsicht und Unterseite von Männchen (links) und Weibchen (rechts)  |                                        |
|                                                                             |                                        |
| Abb. 3: Pärchen von vorn und der Seite                                      |                                        |
|                                                                             |                                        |
| Abb. 4: rechte Seite des Halsschilds, Pfeil auf Dorn Behaarung, Punktierung | Abb. 5: Spitze der rechten Flügeldecke |

Die Käfer werden zwölf bis neunzehn Millimeter lang. Kopf, Unterseite, Beine und Fühler sind schwarz, die Flügeldecken sind orangebraun mit schwarzer Zeichnung.
Der Kopf ist schmaler als der Halsschild und die Flügeldecken. Die elfgliedrigen Fühler sind unbehaart. Beim Weibchen sind sie körperlang, beim Männchen sehr viel länger, insbesondere die drei Endglieder (Abb. 3 links). Die Mundwerkzeuge sind schräg nach unten gerichtet. Die Kiefertaster sind deutlich länger als die Lippentaster, viergliedrig mit einem kurzen Endglied.
Der Halsschild kann einheitlich schwarz sein, gewöhnlich ist er jedoch von gleicher orangebrauner Farbe wie die Flügeldecken mit einer schwarzen Zeichnung aus fünf Flecken (wie im Taxobild), wobei drei häufig zu einer dreizackigen Gabel an der Halsschildbasis zusammenfließen, vor der zwei nebeneinanderliegende runde Flecken positioniert sind (wie in Abb. 1 und Abb. 2). 
Die schwarzen runden Flecken auf dem Halsschild sind, anders als bei Purpuricenus dalmatinus, nicht durch eine samtartige Behaarung, sondern durch die Färbung des Chitinpanzers hervorgerufen. 
Der Halsschild ist deutlich punktiert und aufrecht behaart (Abb. 4). Wenig hinter der Mitte liegt seitlich ein abstehender Dorn (Pfeilspitze in Abb. 4). 
Das Schildchen ist schwarz, länglich dreieckig und hinten zugespitzt.
Die Flügeldecken sind hinten leicht abgestutzt. Sie sind in der hinteren Hälfte dicht anliegend schwarz behaart (in Abb. 5 nur bei genauer Betrachtung erkennbar). Außerdem hat die Stammform an der Schulter einen schwarzen Fleck, der bei der Unterart humeralis fehlt.
Der Bau der Spermathek wurde von ŞabanoğLu und Sert beschrieben.

## Biologie
Über die Biologie des Käfers ist wenig bekannt. Man findet die Käfer von April bis Juni auf Blüten, häufig auf Disteln und Pfriemenginster. 
Die Larven entwickeln sich in Laubbäumen meist in noch lebenden Zweigen und Ästen. Sie wurden im Johannisbrotbaum, der Steineiche und Arten der Gattung Ziziphus gefunden. In Libyen wurden sie auch in absterbenden und toten Ästen von Pistazien mit etwa zwei Zentimeter Durchmesser gefunden.
Die Entwicklung dauert zwei bis drei Jahre. Bezüglich der Häufigkeit bemerkt Brullé, der mit der Auswertung der Aufsammlung aller Gliedertiere während der fünfjährigen Morea-Expedition betraut war: Wir konnten diese Art nicht auf der Peloponnes finden, aber wir wissen, dass sie dort schon gefangen wurde.

## Vorkommen
Die Stammform kommt in Nordafrika von Marokko über Tunesien und Algerien bis Libyen sowie auf der Insel Kreta vor. Die Unterart Purpuricenus desfontainii inhumeralis findet man in  Bulgarien, Griechenland, und Vorderasien (Türkei, Israel, Jordanien, Syrien und dem Libanon).